# Martin Reints
Martin Reints (Amsterdam, 5 april 1950) is een Nederlands dichter en essayist.
Hij publiceerde in diverse literaire tijdschriften vanaf 1970. Zijn boeken verschijnen bij De Bezige Bij. Hij schrijft een column voor de Groene Amsterdammer.

## Prijzen
- Herman Gorterprijs (1993) voor Lichaam en ziel
- J. Greshoff-prijs (2000) voor Nacht- en dagwerk